# Listă de șefi de stat și de guvern care au murit în accidente aviatice
Aceasta este o listă a șefilor de stat și de guvern care au murit în accidente aviatice.
| Dată               | Țară                    | Nume                    | Detalii |
| ------------------ | ----------------------- | ----------------------- | --- |
| 29 martie 1959     | Republica Centrafricană | Barthelemy Boganda      | Primul președinte al Republicii Centrafricane, Barthelemy Boganda, a fost ucis în explozia avionului său Noratlas în plin zbor la 200 de kilometri sud de Bangui, în condiții care nu au fost niciodată elucidate.                                                                         |
| 18 septembrie 1961 | Națiunile Unite         | Dag Hammarskjoeld       | Dag Hammarskjoeld, secretarul general al ONU, a murit într-un accident în jungla din Zambia. |
| 27 mai 1979        | Mauritania              | Ahmed Ould Bousseif     | Avionul premierului din Mauritania, Ahmed Ould Bousseif, a dispărut în mare în largul Dakarului. |
| 4 decembrie 1980   | Portugalia              | Francisco Sa Carneiro   | Premierul portughez Francisco Sa Carneiro și ministrul Apărării Adelino Amaro de Costa au murit într-un accident al avionului lor în Camarate, în apropiere de Lisabona. În decembrie 2004, o comisie de anchetă parlamentară a stabilit că a fost vorba despre un atentat.                |
| 24 mai 1981        | Ecuador                 | Jaime Roldos Aguilera   | Președintele ecuadorian Jaime Roldos Aguilera și ministrul Apărării au murit într-un accident al avionului lor în sudul țării. |
| 1 august 1981      | Panama                  | Omar Torrijos           | Generalul Omar Torrijos, mâna de fier a regimului din Panama, este victima unui accident de avion în vestul țării. |
| 19 octombrie 1986  | Mozambic                | Samora Machel           | Primul președinte al Mozambicului independent, Samora Machel, a murit împreună cu alte 24 de persoane în accidentul avionului său Tupolev 134 în nord-estul Africii de Sud. |
| 17 august 1988     | Pakistan                | Zia ul-Haq              | Președintele pakistanez Zia ul-Haq, mai mulți oficiali militari pakistanezi și ambasadorul american la Islamabad au decedat în apropiere de Bahawalpur (zona central-estică a Pakistanului), într-un accident de avion.                                                                    |
| 6 aprilie 1994     | Rwanda                  | Juvenal Habyarimana     | Un Falcon 50 care îl transporta pe președintele Rwandei Juvenal Habyarimana, pe omologul său din Burundi, Cyprien Ntaryamira, și alți oficiali de rang înalt din cele două țări, a fost doborât în timpul aterizării la Kigali, de rachete sol-aer, declanșând genocidul tutsi din Rwanda. |
| 6 aprilie 1994     | Burundi                 | Cyprien Ntaryamira      | Un Falcon 50 care îl transporta pe președintele Rwandei Juvenal Habyarimana, pe omologul său din Burundi, Cyprien Ntaryamira, și alți oficiali de rang înalt din cele două țări, a fost doborât în timpul aterizării la Kigali, de rachete sol-aer, declanșând genocidul tutsi din Rwanda. |
| 12 februarie 1998  | Sudan                   | Al-Zubair Mohamed Saleh | Prim-vicepremierul sudanez Al-Zubair Mohamed Saleh este ucis în Sudanul de Sud. |
| 26 februarie 2004  | Macedonia de Nord       | Boris Trajkovski        | Președintele macedonean Boris Trajkovski moare împreună cu opt dintre colaboratorii săi într-un accident de avion produs în sudul Bosniei, în timp ce aeronava se pregătea să aterizeze la Mostar.                                                                                         |
| 1 august 2005      | Sudan                   | John Garang             | Liderul din Sudanul de Sud John Garang, vicepreședintele țării, moare în Sudan în accidentul unui elicopter care îl ducea în Uganda. |
| 29 octombrie 2006  | Nigeria                 | Muhammadu Maccido       | Sultanul califatului Sokoto (Nigeria), Muhammadu Maccido, a murit în accidentul unui Boeing 737 al companiei private ADC, care s-a prăbușit la scurt timp după decolare la Abuja (Nigeria), provocând moartea a 96 de persoane.                                                            |
| 10 aprilie 2010    | Polonia                 | Lech Kaczyński          | Accidentul aviatic de la Smolensk din 2010: Președintele polonez Lech Kaczyński și principalii lideri ai armatei au decedat în accidentul unui avion Tupolev 154, care s-a prăbușit la aterizare, în apropiere de Smolensk, Rusia.                                                         |